# Auðunar þáttr vestfirzka
L'Auðunar þáttr vestfirzka (che in italiano significa Breve storia di Auðunr del Vestfirðir) è un íslendingaþáttr preservato in tre distinte versioni come parte della saga di re Haraldr Sigurðsson di Norvegia (regno 1047-1066) raccontata in manoscritti come il Morkinskinna (capitolo 36), il Flateyjarbók ed alcuni altri; l'autore è ignoto.
Ampiamente tradotto ed analizzato, è ammirato soprattutto per la sua semplice ma bellissima narrazione della vicenda di Auðunr, un povero islandese del Vestfirðir (la regione più dura del paese), che decide di portare un orso polare come regalo per re Sveinn Úlfsson di Danimarca (regno 1047-1076). Auðunr persiste nel suo intento nonostante debba passare attraverso la corte di re Haraldr, sempre ai ferri corti con Sveinn, e compie un pellegrinaggio a Roma; la determinazione, l'audacia e l'umiltà di Auðunr lo portano ad ottenere il rispetto di entrambi i re e ad accrescere inoltre il loro rispetto reciproco.
Sebbene apparentemente possieda una certa storicità, l'opera è più probabilmente un racconto storico.